# Cyathea smithiana
Cyathea smithiana là một loài dương xỉ trong họ Cyatheaceae. Loài này được A.Rojas mô tả khoa học đầu tiên năm 2005.
Danh pháp khoa học của loài này chưa được làm sáng tỏ. 